# Астродинамика
Астродинамика (от др.-греч. ἄστρον — «звезда» и δύναμις — сила) — раздел небесной механики, изучающий движение искусственных космических тел: искусственных спутников, межпланетных станций и других космических кораблей.
В сферу задач астродинамики входят расчёт орбит космических кораблей, определение параметров их запуска, вычисление изменений орбит в результате манёвров, планирование гравитационных манёвров и другие практические задачи. Результаты астродинамики используются при планировании и проведении любых космических миссий.
Астродинамика выделяется из небесной механики, которая изучает в первую очередь движение естественных космических тел под действием сил тяготения, своей ориентированностью на решение прикладных задач управления космическими кораблями. В связи с этим в астродинамике требуется учитывать и факторы, игнорируемые классической небесной механикой — влияние атмосферы и магнитного поля Земли, гравитационных аномалий, давления солнечного излучения и другие.

## История
До начала космических путешествий в XX веке орбитальная и небесная механика не отличались друг от друга. В середине XX века, во времена первых искусственных спутников Земли, эта область называлась «космическая динамика». В обеих областях использовались одинаковые фундаментальные методы, такие как те, что используются для решения кеплеровой задачи (определение положения как функции времени).
Иоганн Кеплер был первым, кто успешно смоделировал планетарные орбиты с высокой степенью точности, опубликовав свои законы в 1605 году. Исаак Ньютон опубликовал более общие законы небесного движения в первом издании своего труда «Математические начала натуральной философии» (1687), в котором описан метод нахождения орбиты тела по трём наблюдениям. Эдмунд Галлей использовал это для установления орбит различных комет, в том числе и той, что носит его имя. В 1744 году метод последовательного приближения Ньютона был формализован Эйлером в аналитический метод, а его работа была в свою очередь обобщена для эллиптических и гиперболических орбит Ламбертом в 1761—1777 годах.
Другой вехой в определении орбит было участие Карла Фридриха Гаусса в поиске «сбежавшей» карликовой планеты Церера в 1801 году. Метод Гаусса позволил использовать всего три наблюдения (в виде пар прямого восхождения и склонения), чтобы найти шесть элементов орбиты, которые полностью её описывают. Теория определения орбиты была впоследствии развита до такой степени, что сегодня она применяется в приемниках GPS, а также для отслеживания и каталогизации вновь обнаруженных малых планет. Современное определение и прогноз орбиты используются для работы со всеми типами спутников и космических зондов, поскольку их будущие позиции должны быть известны с высокой степенью точности.
Астродинамика разрабатывалась астрономом Сэмюэлем Херриком в начале 30-х годов. Осознав скорое наступление эры космических полетов и получив поддержку от Роберта Годдарда, он продолжил свою работу по технике космической навигации, считая, что она понадобится в будущем.

## Практические приемы

### Эмпирические правила
Следующие эмпирические правила полезны для ситуаций, аппроксимируемых классической механикой в стандартных предположениях астродинамики. Рассматривается конкретный пример спутника, вращающегося вокруг планеты, но эмпирические правила могут также применяться к другим ситуациям, таким как орбиты небольших тел вокруг звезды, такой как Солнце.
- Законы движения планет Кеплера:
  - Орбиты имеют эллиптическую форму, более тяжелое тело находится в одном из фокусов эллипса. Частным случаем этого является круговая орбита (круг является частным случаем эллипса) с планетой в центре.
  - Линия, проведенная от планеты к спутнику, ометает равные области в равные промежутки времени, независимо от того, какая часть орбиты измеряется.
  - Квадрат орбитального периода спутника пропорционален кубу его среднего расстояния от планеты.
- Без применения силы (например, запуска ракетного двигателя) период и форма орбиты спутника не изменятся.
- Спутник на низкой орбите (или в нижней части эллиптической орбиты) движется быстрее относительно поверхности планеты, чем спутник на более высокой орбите (или в высокой части эллиптической орбиты), из-за более сильного гравитационного притяжения ближе к планете.
- Если тяга применена только в одной точке на орбите спутника, он будет возвращаться в ту же точку на каждой последующей орбите, хотя остальная часть его пути изменится. Таким образом, нельзя переместиться с одной круговой орбиты на другую только одним кратким применением тяги.
- При круговой орбите, тяга, приложенная в направлении, противоположном движению спутника, меняет орбиту на эллиптическую; спутник опустится и достигнет самой низкой орбитальной точки (перигей) на 180 градусов от исходной точки; затем он поднимется обратно. Тяга, примененная в направлении движения спутника, создаст эллиптическую орбиту с самой высокой точкой (апогей) в 180 градусах от исходной точки.

Последствия правил орбитальной механики иногда бывают контринтуитивными. Например, если два космических корабля находятся на одной круговой орбите и хотят состыковаться, если они не находятся очень близко, причаливающий корабль не может просто запустить свои двигатели, чтобы ускориться. Это изменит форму его орбиты, заставит его набирать высоту и фактически замедляться относительно ведущего корабля. Сближение в космосе перед стыковкой обычно требует нескольких точно рассчитанных пусков двигателя в течение нескольких орбитальных периодов, для завершения чего требуются часы или даже дни.
При невыполнении стандартных предположений астродинамики, фактические траектории будут отличаться от рассчитанных. Например, для объектов на низкой околоземной орбите, осложняющим фактором является атмосферное сопротивление. Эти эмпирические правила явно неточны при описании двух или более тел сравнимой массы, таких как двойная звездная система (см. задачу N тел). Небесная механика использует более общие правила, применимые к более широкому кругу ситуаций. Законы движения планет Кеплера, которые могут быть математически выведены из законов Ньютона, строго соблюдаются только при описании движения двух гравитирующих тел в отсутствие негравитационных сил; они также описывают параболические и гиперболические траектории. В непосредственной близости от крупных объектов, таких как звезды, большое значение приобретают различия между классической механикой и общей теорией относительности.

## Орбитальный манёвр
В космическом полете орбитальный манёвр — это использование двигательных установок для изменения орбиты космического корабля.

### Переходная орбита
Переходные орбиты обычно представляют собой эллиптические орбиты, которые позволяют космическому кораблю переместиться с одной (обычно круговой) орбиты на другую. Обычно они требуют тяги в начале и в конце, а иногда и в процессе.
- Гомановская орбита требует минимальной скорости орбитального манёвра.
- Для биэллиптического перехода может потребоваться меньше энергии, чем для переноса Гомана, если отношение орбит составляет 11,94 или более[4], однако это становится возможным за счет увеличения времени изменения орбиты по сравнению с траекторией Гомана.
- Более быстрые переходы могут использовать любую орбиту, которая пересекает как исходную, так и целевую орбиты, ценой более высокой скорости манёвра.
- При использовании двигателей с малой тягой (таких как электрическая тяга), если начальная орбита суперсинхронна с конечной желаемой круговой орбитой, тогда оптимальная переходная орбита достигается путем непрерывной тяги в направлении скорости в апогее. Этот метод, однако, занимает гораздо больше времени из-за низкой тяги[5].

В случае орбитального перехода между некомпланарными орбитами, изменение плоскости должно быть сделана в точке пересечения орбитальных плоскостей («узел»). Поскольку цель состоит в том, чтобы изменить направление вектора скорости на угол, равный углу между плоскостями, почти вся эта тяга должна быть сделана, когда космический аппарат находится в узле около апоцентра, когда величина вектора скорости минимальна. Тем не менее, небольшая часть изменения орбитального наклона может быть сделана в узле, близком к перицентру, путем небольшого наклона тяги в направлении желаемого изменения наклона. Это работает, потому что косинус малого угла очень близок к единице, в результате чего небольшое изменение плоскости фактически «бесплатно», что обусловлено высокой скоростью космического корабля вблизи перицентра и эффектом Оберта.